# Toivo Itkonen
Toivo Immanuel Itkonen, född 20 januari 1891 i Pulkkila, död 12 maj 1968 i Helsingfors, var en finländsk folklivs- och språkforskare (lappolog).
Han var föreståndare för Nationalmuseums folklivsavdelning 1935–55 och bror till Erkki Itkonen.
Toivo Itkonen var framför allt kännare av Finlands samers andliga och materiella kultur. 